# ホンダ・CB400スーパーフォア

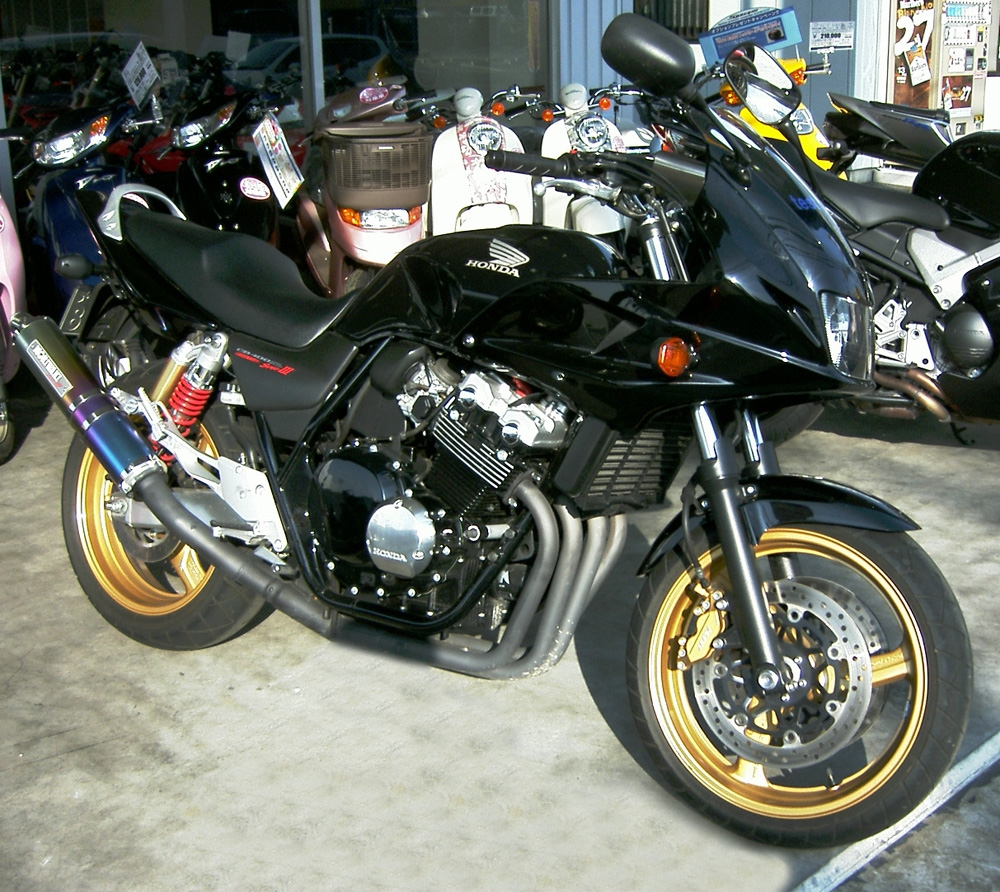
CB400 SUPER BOL D'OR

CB400 SUPER FOUR(シービーよんひゃくスーパーフォア、略称：CB400SFまたはスーフォア)は、本田技研工業が発売していた排気量399ccネイキッドタイプのオートバイである。
1992年4月23日に初代モデルが発売され、2005年3月30日にはSUPER BOL D'ORタイプが追加された。発売以来改良が重ねられロングセラーとなっている。2008年度からはオーストラリア、東南アジアでも発売されている。
2022年4月28日、ホンダは公式サイトにて「法規対応に伴う、Honda二輪車の一部機種の生産終了について」を発表した。これは、日本国内向け二輪車に対して2022年11月生産分より「令和2年排出ガス規制」が適用されることに伴い、 2022年10月生産分をもって生産終了とするものである。これにより、およそ30年間に渡るCB400SF⋅SBの生産に終止符が打たれた。

## モデル一覧

### CB400SF(NC31)
CB400SFは、PROJECT BIG-1のコンセプトの下に開発された。PROJECT BIG-1では、以下のような要件を掲げている。
- 心臓部には4ストローク・DOHC・水冷直列4気筒エンジンを採用すること
- ワイルド&セクシーなスタイルであること
- 走る者の心を魅了する感動性能を有すること

1992年、第29回東京モーターショーにPROJECT BIG-1初の車種としてCB1000 SUPER FOURが参考出品され、その後4月に発売される。
ホンダは4気筒ネイキッドとしてCB-1を販売していたが、優秀なスポーツ性能の反面、実用面ではガソリンタンクの容量が少なかったことや、ライバル車と比べてスタイルが中途半端だったために販売で苦戦した。その失敗を糧に、CB400SFにはかつての名車のスタイルが取り入れられている。
CB-1からの主な変更点としては、以下の点が挙げられる。
- スポーティ感のあるスタイルから、CB750FやCBX400Fの旧車風のスタイルに変更。
- リヤサスペンションはモノショック方式から、ツインショック方式に変更。
- 燃料タンクを11リットルの容量から、18リットルの容量を持つCB1100Rタイプの大型タンクに変更。
- フロントディスクブレーキをシングルディスク仕様から、ダブルディスク仕様に変更。
- CBR400Rから代々続く水冷並列4気筒エンジンであるNC23E型エンジンからカムギアトレーンを廃し、フィンを追加しクランクマスを大幅に増加させて搭載。

マイナーチェンジでVersion Rが登場し、その後、ビキニカウルレスのVersion Sが登場した。またNC31をベースにCB750FOUR風のスタイルを取り入れたCB400FOURといったモデルも存在する。
登場当初から「CB400SFを選べば絶対にバイク選びに失敗はない」「選んで大正解のオートバイ」とライダーから絶賛された。そのため非常に扱いやすく乗りやすいオートバイであったということだが、特にコーナリング性能に定評があったため、当時盛り上がりを見せて盛んに開催されるようになった各地サーキットのネイキッドレースでも活躍した。1994年から鈴鹿サーキットで開催された鈴鹿選手権鈴鹿サンデーロードレースとの併催で、新カテゴリーの「NK4(ネイキッド400)」が鈴鹿NK4シリーズとして誕生し、国内有力コンストラクター12社からなる“鈴鹿コンストラクターズコミッティ”がレースを企画した。このレースはイコールコンディション&ローコスト、メーカー主導ではなく幅広いエントラントの意見をレギュレーションに反映し、そしてコミッティたちがレーシングパーツやアフターパーツを販売、利益を出してレースが続けられるようにするために始まった。特に強さを見せたのが初年度開幕戦3連勝を決めたテクニカルスポーツ(現：TSR)である。

#### Version R
1995年3月10日発売。ビキニカウル搭載のモデル。
STDモデルからの変更点
- ビキニカウル&専用角型ヘッドライト
- アルミ製のサイレンサー(STDはステンレスの一体型メガホンタイプ)
- スロットル開度に連動して最適な点火時期を供給するPGM-IGコントロールシステム(電子制御点火システム)の採用。
- Version R専用メーター
- ハイカムに変更
- 強化バルブスプリング
- ハイグリップバイアスタイヤ
- 専用焼結ブレーキパッド
- 吸気変更(2・3シリンダーのエアファンネル長さ変更)
- リアスプロケット番手変更(STD:42T→Ver.R:45T)
- サスは前・後のダンピングフォース、リアのばねレートの変更
- フロントエンジンハンガーの車体側を左右に連結するクロスパイプを追加
- その他、各部ブラックアウト化(トリプルツリー・ステム・アンダーブラケット及びハンドル【Ver.R専用品】)

発売当時の値段は、STDモデルより10万円高となっている。
- ビキニカウルを廃しSTDモデル用丸目ライトに換装、赤/白のCBXカラーにリペイントされヤマモトスリップオンマフラーを装着されたモデルも極少数存在する。CB400SF初のCBXカラー車である。[要出典]

#### Version S
バージョンSは、バージョンRからビキニカウルをはずし、ネイキッドスタイルとしたほか、フロントブレーキがNISSIN製対向4ポットキャリパーとなっている。
また、1996年12月のマイナーチェンジによりフロントブレーキにブレンボ製対向4ポットキャリパーを装備したモデルも存在する。
Version.Rから具体的な変更を下記に示す。なお、基本的にはVer.Rのカウルレス仕様である。
- エンジンの外観変更(Version Rはつや消しブラック塗装、Version Sは艶ありブラック)
- リアショックの変更
- フロントディスクローターの変更
- フロントブレーキキャリパーをNISSIN製対向4ポットキャリパーに変更
- 前後ホイールは艶ありブラック
- メーター周りの変更(トップブリッジはポリッシュ仕上げ・メーターは3眼仕様・トリプルツリー・ステム・アンダーブラケットはシルバー)

1996年12月のマイナーチェンジでは下記の変更となる。
- フロントブレーキキャリパーはブレンボ製に変更
- テールカウルの形状変更、及びそれに伴い、カウルステーの増設、タンデムグリップ、リアフェンダーの形状変更
- シートの形状変更、及び皮のパターン変更
- フロントフォークの変更(スプリングのテンショナーが装着される)

また1998年6月にはホンダ創業50周年を記念してアニバーサリー仕様車が500台限定で発売される。これはカラーリングと鍵の変更のみで通常のVersion Sと大差はない。

### CB400 SF HYPER VTEC(NC39)
1999年2月23日発売。
NC31からの主な変更点。
- 中型自動2輪車では初採用となる可変バルブタイミング機構のHYPER VTECを初採用
- ラジアルタイヤに変更(それに伴うタイヤサイズ・大型指定ZRレンジへのタイヤ強度の変更&スイングアーム変更)
- 外装デザインの大幅な変更

特に、エンジンに可変バルブ機構であるHYPER VTECを採用したことがモデルチェンジの目玉とされている。
但しこのHYPER VTECは4輪のVTECと違い、カムシャフトのリフト量を変化させる方式ではなく、吸排気バルブの開閉させる数をエンジン回転数により変化させるものである。具体的には、一定の回転数までは4バルブ中2バルブが閉鎖しているが、一定の回転数を超えると4バルブ化するようになっており、これはかつてCBR400Fに搭載されていたREV機能から発展したもので、燃費の向上などを目的としており、四輪のVTEC(i-VTEC等)と差別化するためにHYPER VTECと名付けられている。

### CB400 SF HYPER VTEC SPEC II(NC39)
2002年1月30日にマイナーチェンジされ発売。
HYPER VTEC(初代)からの変更点
- バルブ切り替えタイミング回転数の引き下げ(6750rpm→6300rpm)
- イモビライザーのH.I.S.S.(Honda lgnition Security System)を400 ccクラスで初採用
- メーターの変更
- フォークのボトムケースが2ピースから1ピースに変更され、フォークカバーが追加
- 細かい箇所の改良、サスセッティング変更

2002年12月23日
- CBX400Fのカラーをモチーフにした新色のキャンディブレイジングレッド(通称：CBXカラー)が追加された。

2003年7月18日
- ホンダプロス店限定のモリワキのスリップオンマフラー付のパールヘロンブルーのCBXカラーの車両の限定発売されるが、スリップオンマフラーは車両登録後に装着のかたちとなっている。

### CB400 SF HYPER VTEC SPEC III(NC39)
2003年12月25日発売。2003年10月25日〜11月5日までに開催された東京モーターショーに参考出品された。
HYPER VTEC SPEC IIからの変更点
- テールランプがLED化
- 6速のみバルブの切り替え回転数の変更(6300rpm→6750rpm)
- シートをローダウン化し足付き性の向上
- ヘッドライトのマルチリフレクター化
- グラブレールを標準装着(SPEC2までは純正オプション扱い)
- リアキャリパーを従来(SPEC2以前)の下引きを見直したことにより上引きに設定を変更し整備性・ブレーキタッチを向上させている
- サイドカバーの形状を初代HYPER VTECから一新し、足付き性を向上させている
- カラーオーダープランの増加
- CB1300SFのマイナーチェンジを受け、外装の形状をCB1300SFに準じて一新

2005年3月30日マイナーチェンジし、フロントショックにプリロード調整機能がついた(衰力調整機能とは多少異なる)

#### CB400 SUPER BOL D'OR
CB400 SUPER BOL D'OR(シービーよんひゃくスーパーボルドール：略称CB400SB)は2005年のCB400SFのマイナーチェンジに併せ、ハーフカウルを装備したモデルとして登場した。エンジン、車体などはCB400SF SPECIII(NC39)と同じである。
高速道路における二人乗り解禁に合わせた長距離走行に適した仕様となっており、主な変更点は
- ハーフカウル
- 角型マルチリフレクターヘッドライト
- 左右カウル内側の約1Lの収納スペース(左側は鍵付き)

となっている。

### CB400SF HYPER VTEC Revo(NC42)

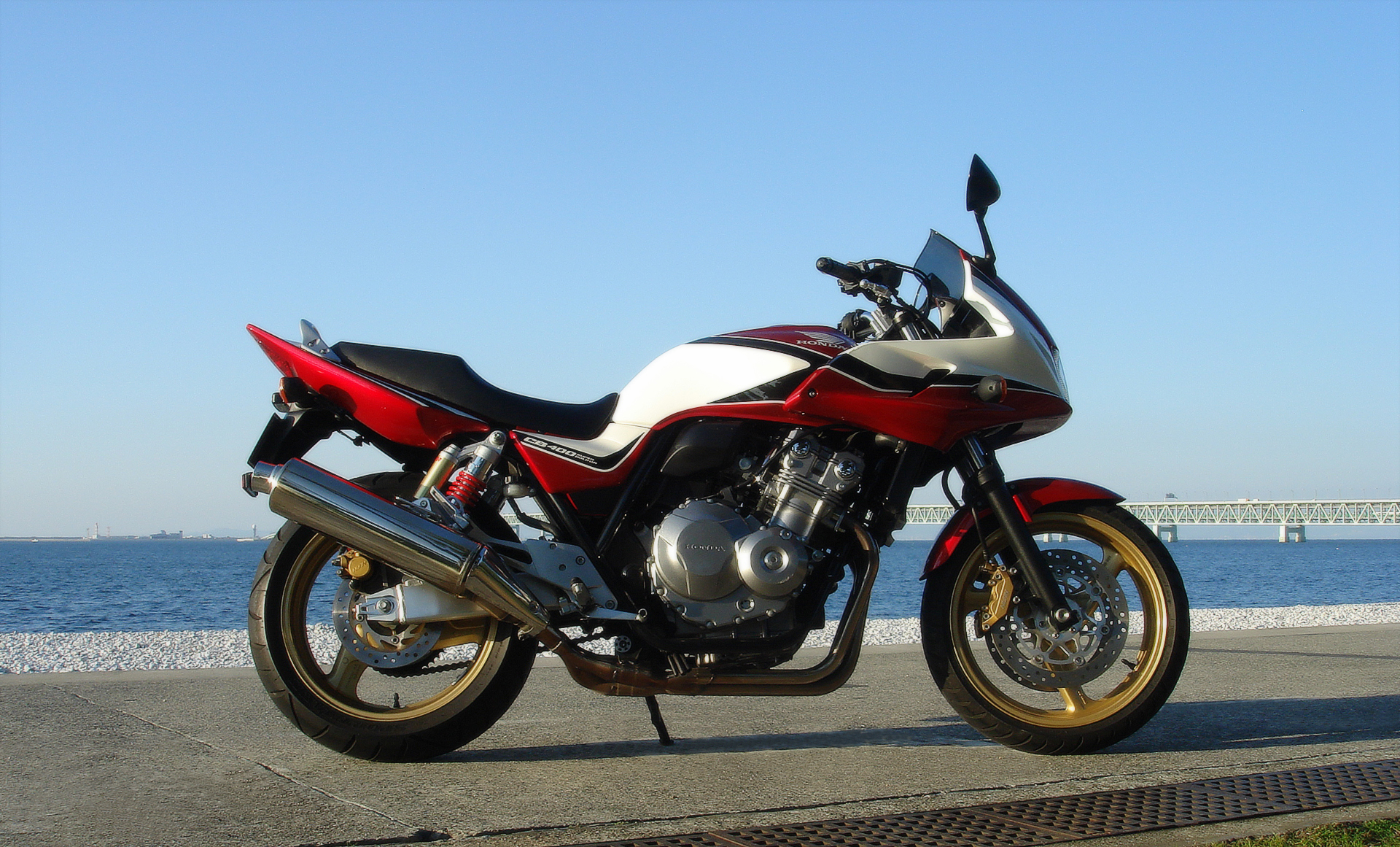
CB400 SUPER BOL D'OR HYPER VTEC Revo (NC42) 2009年式

2007年12月25日発売。電子制御式燃料噴射装置であるPGM-Fiを装備し、HYPER VTECを改良したHYPER VTEC Revoを搭載する。1986年に発売されたCBR400Rから20年以上に亙って搭載されていたNC23Eエンジンに代わって新設計のNC42Eが搭載された。前後連動アンチロック・ブレーキ・システム(T.R.-C.ABS)採用モデルもラインナップされている。また、SUPER BOL D'ORも引き続きラインナップされる。
2014年3月20日にはマイナーチェンジモデルが発売された。サイドカバー、リアカウルなど外装が一部変更され、SUPER BOL D'ORモデルにはLEDヘッドライトが採用された。ホイールは新たにデザインされた10本スポークのアルミダイキャストホイールが用いられている。ABS搭載モデルについては、ETC車載器とグリップヒーター、専用ETCインジケーターランプを取り付けたE-Packageモデルが受注生産車として用意されていた。
しかし令和2年排出ガス規制対応に伴い2022年10月生産分を持って生産を終了した。

## CB400SF-K(教習車仕様)

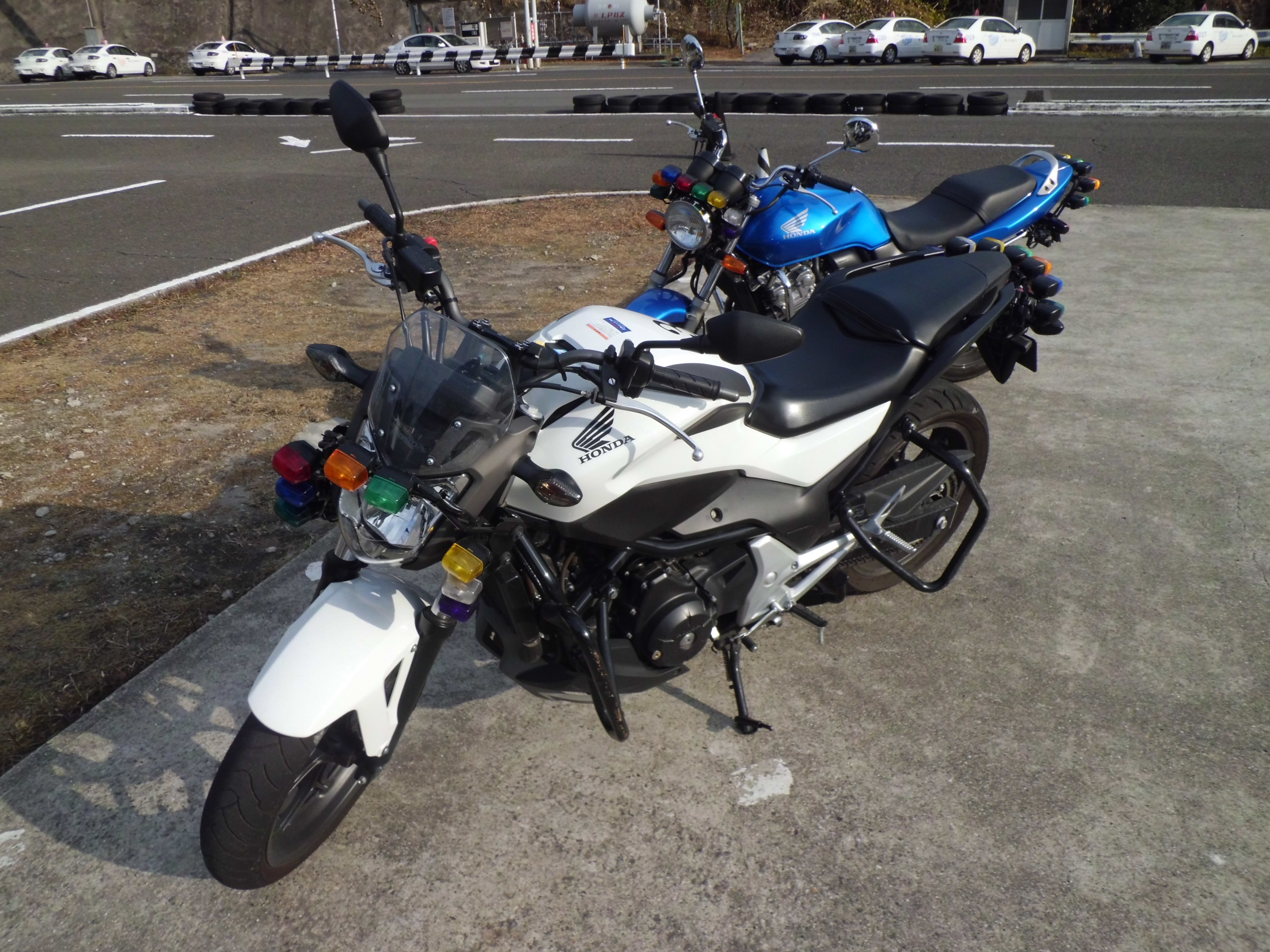
奥 (手前はNC750L)

乗りやすいとの評価が高く、自動車教習所で広く採用されている。教習車として使われるCB400SFはキャブレター時代のNC31およびNC39をベースにした車両はVTEC機構をキャンセルして2バルブ化し出力も落とした仕様となっている。対してインジェクションモデルのNC42をベースした車両（NC42およびNC54）は、一般車と同じHYPER VTEC REVOを搭載した4バルブ車となっており、一般車と出力特性は異なるものの、最高出力などは一般車と同じとなっている。ただし外装はNC39前期と同じものとなっている。また、ベースとなるNC42が生産中止となった事から、教習車仕様も生産が終了し、今後ホンダの普通自動二輪（MT）の教習車はNX400をベースにした「NX400L（教習車仕様）」を、全国の⾃動⾞教習所を対象に2024年4月11日（木）に発売すると2024年2月29日に発表された。
NC31ベース外装
- 走行状況表示ランプ装備
- 大型エンジンガード・マフラーガード装備
- リアショックのリザーバータンク撤去
- マフラー変更(メッキ→黒塗装)
- メーターリング変更(メッキ→黒)
- ライト変更(⌀180ハロゲンライト→小径の普通のバルブ式に)
- シート変更(ローシート装着)
- ライトスイッチ装備(教習所内走行のため)
- Hiビームのランプがメータに装備されず、ハンドルバーに後付けされる形
- 水温計を装備

- リアスプロケット変更(42丁→45丁)
- エンジン機構デチューン(常時2バルブ作動)
- エンジン馬力デチューン(53PS→38PS)
- エンジントルクデチューン(3.9kg·m→3.3kg·m)
- 最高回転数：12500rpm

NC39ベース外装
- NC31時代の外装・マフラー・エンジン外見をNC39ベースの外装に変更
- Fタイヤ110/70、Rタイヤサイズも140/70のまま
- メーター内にHiビームのランプが装備される
- 水温計を廃止、代わりに燃料計を装備した

- エンジンはNC39ベース（NC23E-2800001～）であるが、教習車専用のカムシャフトを使用しVTECをキャンセル。常時2バルブのみ駆動
- 最高回転数（レッドゾーン）は10500rpmまでに引き下げ（一般のNC39のレッドゾーンは13000rpm）
- 最高出力28kw[38ps]/9,500rpm 　最大トルク32N･m[3.3kgf･m]/4,500/rpm

NC42ベース前期（EBL-NC42）
- 基本はNC39ベースと同様、NC31の前後ホイール、スイングアーム、Fフォーク等がNC42フレームに付いている
- エンジンはNC42Eとなり、燃料供給装置をキャブレターからPGM-Fiに変更
- 外装はNC39のまま。小物部品も同様、ただしサイドカバーに「HYPER VTEC REVO」が表記されている。
- キャタライザー異常加熱警告灯がハンドルバーに装着される
- タコ/スピードのメーターユニットは一般のNC42と異なる専用の物（NC39教習車と同じ意匠だが、「HYPER VTEC REVO」のロゴや目盛りが異なり、4バルブへの切替付近の6300rpm付近からの表示も変わり、レッドゾーンも13000rpmとなっている）
- 出力はこのモデルから最高出力が一般車と同じとなった（出力特性は教習車向けに一般車とは異なる設定となっている）
- 最高出力38kw[53ps]/10,500rpm 　最大トルク38N･m[3.9kgf･m]/9,500/rpm

NC42ベース後期（2BL-NC54）
- 平成28年度排出ガス規制の法規対応を施し、全国の自動車教習所を対象に2017年12月8日（金）に発売された
- このモデルからモデル型式も一般車と異なるNC54となった
- 外装やエンジン等は前期モデルと同じ、ただし前期モデルにはあったサイドカバーの「HYPER VTEC REVO」の表記がなくなっている。
- 出力なども、ベースとなったNC42後期モデルと同じく変更となった （前期モデル同様に、出力特性は教習車向けに一般車とは異なる設定となっている）
- 最高出力41kw[56ps]/11,000rpm 　最大トルク39N･m[4.0kgf･m]/9,500/rpm